# Zwarte weduwen
De zwarte weduwen (Latrodectus) vormen een geslacht van spinnen uit de familie van de kogelspinnen (Theridiidae). Er is een 60-tal soorten beschreven. Spinnen van een ander kogelspingeslacht, steatoda, worden vaak verward met echte weduwen.

## Giftigheid
Alle soorten die behoren tot dit geslacht bezitten een sterk gif, maar zijn niet agressief. De beruchtste soort is wellicht de zwarte weduwe (Latrodectus mactans). Een beet kan fataal zijn voor de mens, hoewel dit zelden voorkomt. Er is een geval bekend waarbij ze ervan verdacht worden een kameel te hebben gedood.

## Taxonomie

### Weduwen uit Noord-Amerika
- Latrodectus bishopi
- Latrodectus hesperus
- Latrodectus mactans
- Latrodectus variolus

### Weduwen uit Centraal- en Zuid-Amerika
- Latrodectus antheratus
- Latrodectus apicalis
- Latrodectus corallinus
- Latrodectus curacaviensis
- Latrodectus diaguita
- Latrodectus mirabilis
- Latrodectus quartus
- Latrodectus variegatus

### Weduwen uit Europa, Noord-Afrika, Midden-Oosten en West-Azië
- Latrodectus dahli
- Latrodectus hystrix
- Latrodectus lilianae
- Latrodectus pallidus
- Latrodectus revivensis
- Latrodectus tredecimguttatus

### Weduwen uit Subsaharisch Afrika en Madagaskar
- Latrodectus cinctus
- Latrodectus indistinctus
- Latrodectus karrooensis
- Latrodectus menavodi
- Latrodectus obscurior
- Latrodectus renivulvatus
- Latrodectus rhodesiensis

### Weduwen uit Zuid- en Oost-Azië
- Latrodectus elegans
- Latrodectus erythromelas

### Weduwen uit Oceanië en Australië
- Latrodectus atritus
- Latrodectus hasselti
- Latrodectus katipo

### Wereldwijde weduwen
- Latrodectus geometricus

## Afbeeldingen

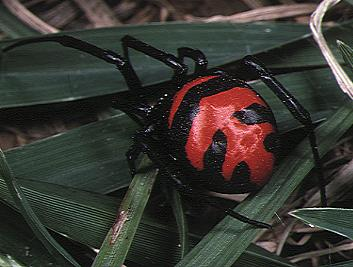
Latrodectus elegans (vrouwtje)
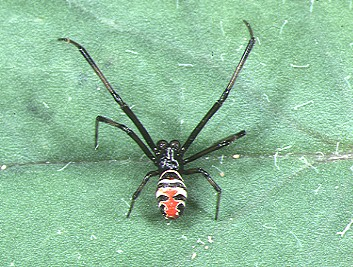
Latrodectus elegans (mannetje)
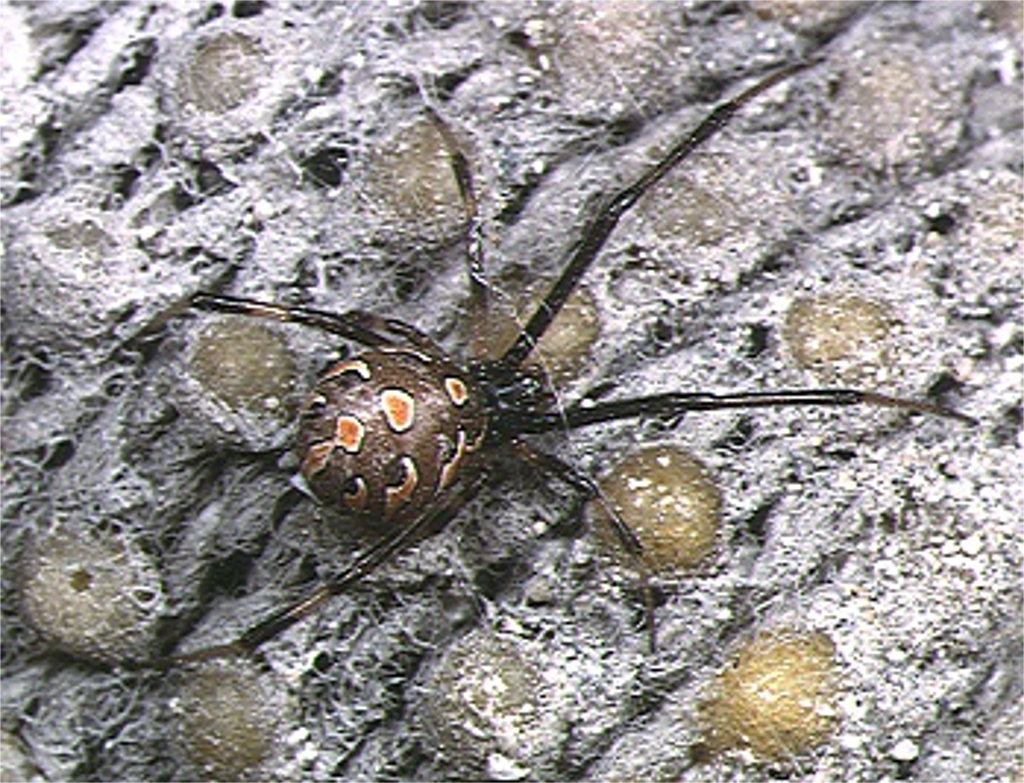
Latrodectus geometricus (vrouwtje)
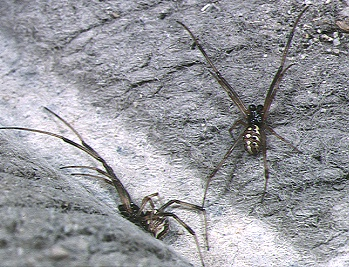
Latrodectus geometricus (mannetje)
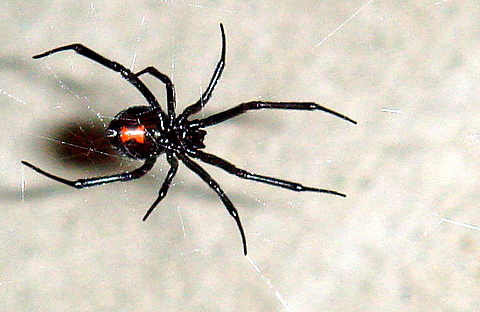
Latrodectus hesperus (vrouwtje)
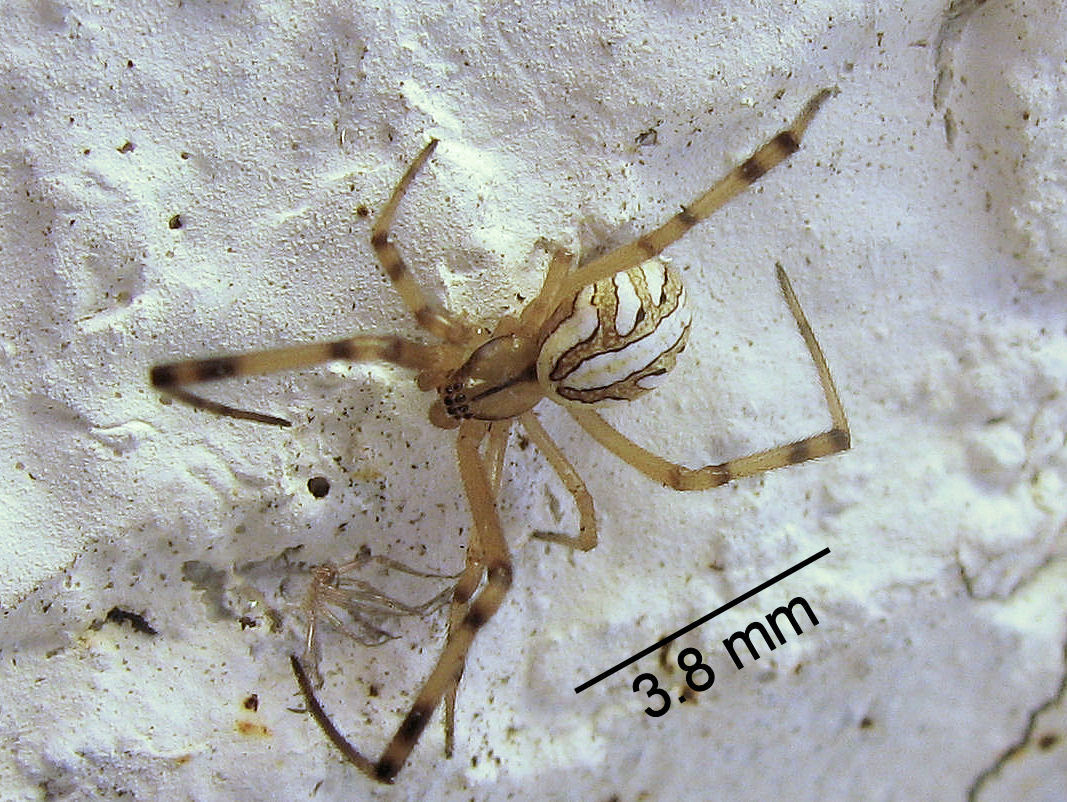
Latrodectus hesperus (mannetje)
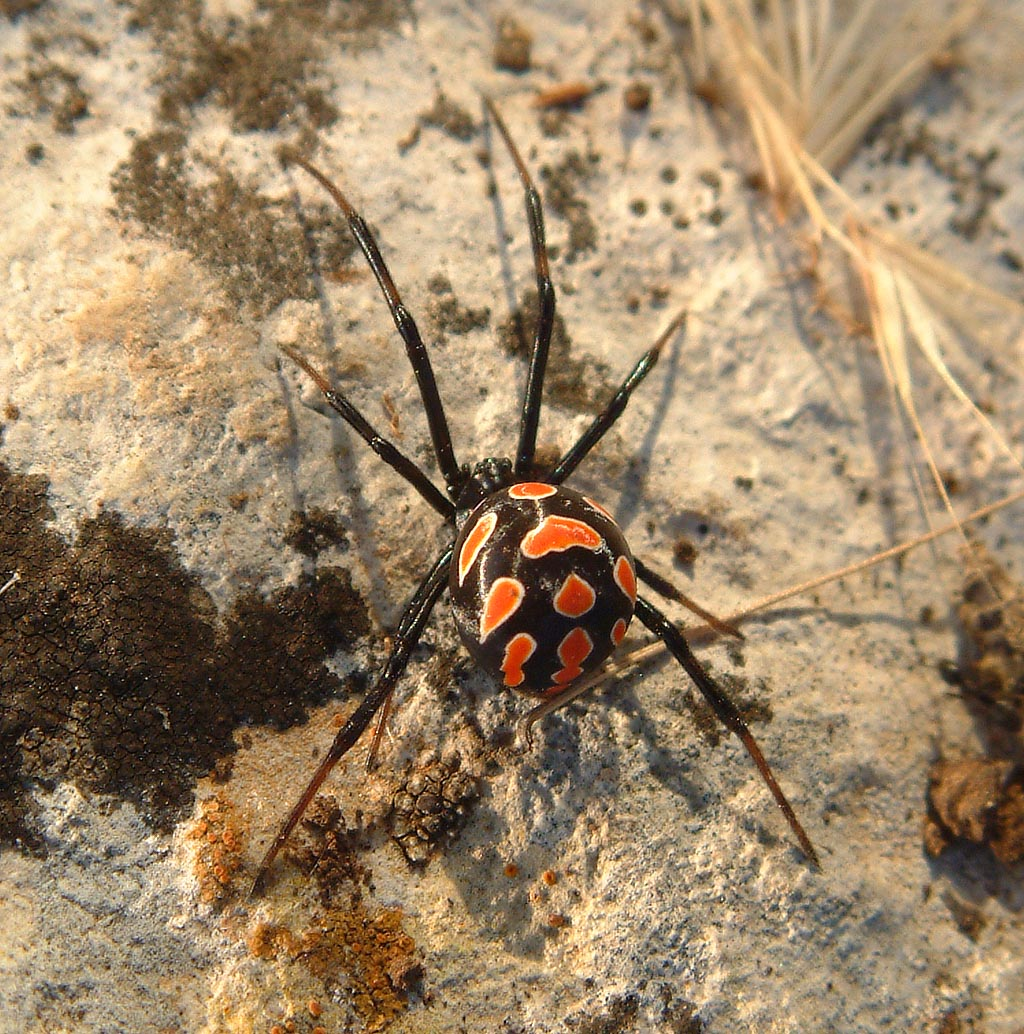
Latrodectus tredecimguttatus (vrouwtje)
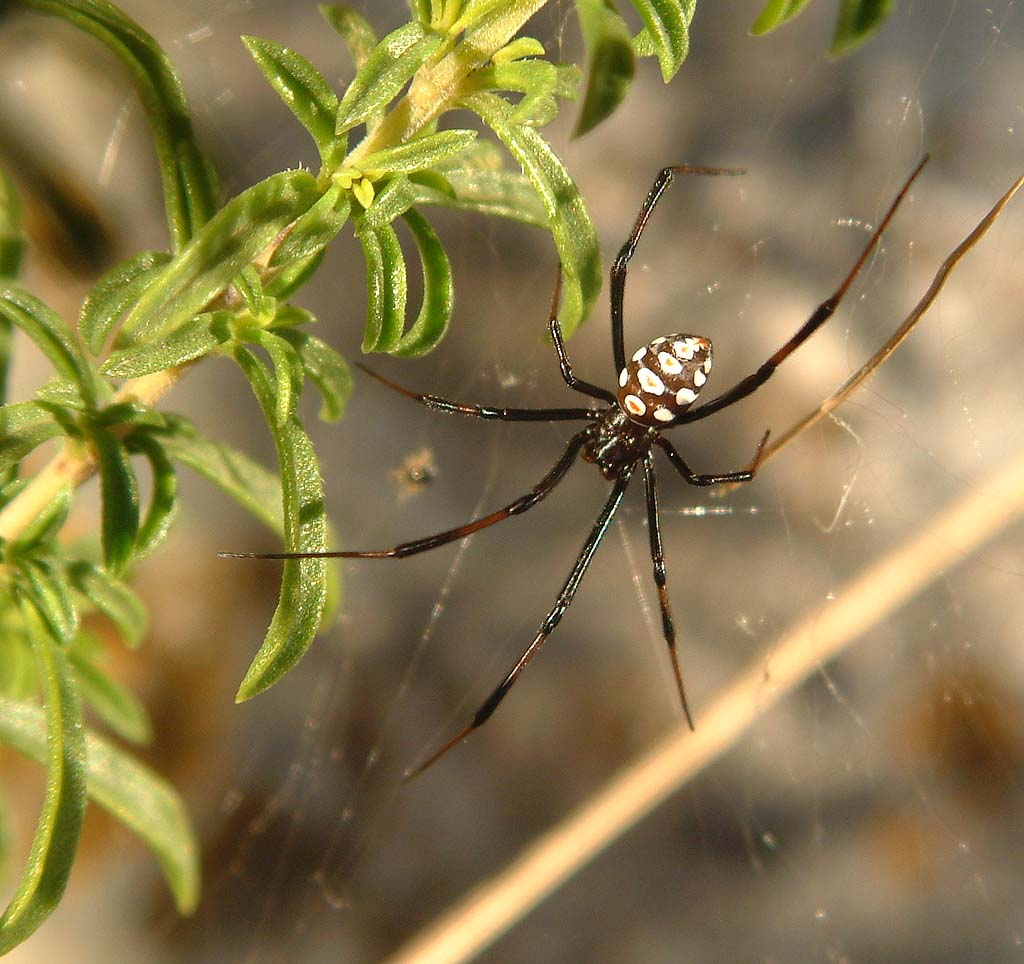
Latrodectus tredecimguttatus (mannetje)